# Pedro Wosgrau Filho
Pedro Wosgrau Filho (Ponta Grossa, 19 de setembro de 1947 - Ponta Grossa, 13 de julho de 2021) foi um engenheiro e político brasileiro. Pelo PSDB, foi eleito prefeito de Ponta Grossa por três vezes, em 1988, 2004 e 2008. 

## Biografia
Graduou-se em Engenharia Civil pela Universidade Federal do Paraná, foi prefeito do município de Ponta Grossa por três mandatos, entre 1989 e 1992, 2005 e 2008, e, 2009 e 2012. 
Seu primeiro mandato foi marcado pela transformação urbana e demolição de referenciais históricos, a partir da aquisição pela prefeitura do pátio da Rede Ferroviária Federal, que ocupava uma grande área no centro da cidade. No local, em 1990, logo após o início da retirada dos trilhos, demolição de casas, rotundas e galpões, foi realizada a primeira Festa Nacional do Chope Escuro. Ainda que a tradição germânica em Ponta Grossa seja pequena, a festa tem sido um referencial na cultura da região desde então, mesmo que ao longo do tempo tenha perdido suas características e se tornado algo parecido com uma feira em que se misturam shows de artistas populares, como duplas sertanejas e conjuntos pop. Naquela primeira edição, o chope foi fornecido pela Companhia Antártica, que poucos anos depois fecharia suas portas e levaria consigo a tradicional marca Original, produzida na cidade desde 1908.
Em 1989, Wosgrau e seu vice-prefeito, Paulo Cunha do Nascimento, apoiaram a eleição de Fernando Collor de Mello, no segundo turno das eleições presidenciais. Em 1990, fizeram parte da campanha de José Carlos Martinez ao governo do Estado do Paraná.
Em 1992, Wosgrau lançou seu vice-prefeito como candidato a sucessão, e com o impeachment de Collor, ambos distribuíram notas públicas justificando o apoio ao presidente deposto, que inclusive visitou a cidade em 1991 para inauguração do Conjunto Habitacional Santa Marta, com grande festa popular e apoio da prefeitura. Assim mesmo, Nascimento foi eleito prefeito, derrotando o deputado Djalma de Almeida César, do PMDB, que já havia perdido a eleição para Wosgrau em 1988. Wosgrau então retirou-se da política, somente retornando em 2004, quando foi eleito pela segunda vez prefeito, desta vez, filiado ao PSDB. Em 2004, Pedro Wosgrau derrotou o candidato do Partido dos Trabalhadores (PT), Péricles de Holleben Mello, na eleição municipal de Ponta Grossa, reelegendo-se prefeito com 51,78% dos votos válidos. 
Com a elevada aprovação dos pontagrossenses e com o apoio de lideranças importantes do Paraná, Pedro Wosgrau foi reeleito, no segundo turno, prefeito de Ponta Grossa, com mandato até 2013, com 89.538 votos, que equivale 52% dos votos válidos, derrotando principalmente o candidato do PPS Sandro Alex, que ficou com a segunda colocação com  47 % dos votos.

## Morte
Morreu em 13 de julho de 2021 em em decorrência da COVID-19.